# Dušan Herda
Dušan Herda est né le 15 juillet 1951 à Jacovce. Il est né tchécoslovaque mais obtint la nationalité slovaque en 1993. Il remporta l'Euro 1976 avec la Tchécoslovaquie.

## Débuts
Herda commence le football dans le club de sa ville à l'âge de 17 ans. Il se fait une place dans l'effectif du Slavia Prague en 1969. Sa première saison est moyenne avec une 13e place (sur 16) et une 12e en 1970-1971. Le club rebondit en 1971-1972 avec une 7e position. Cette performance encourageante ne permet au Slavia de faire partie de la course au titre et le club retombe dans le bas-fond et termine 14e en 1972-1973.

## Champion d'Europe
Le club joue au yoyo et finit 3e en 1973-1974, 5e en 1974-1975 et 3e en 1975-1976. Il est sélectionne pour participer à la belle aventure de l'Euro 1976 mais ne participe à aucun match de la compétition, il aura quand même droit à sa médaille.
Le Slavia et Herda n'arrive pas à remporter le championnat car le club finit 3e en 1976-1977, 4e en 1977-1978, 7e en 1978-1979 et 9e en 1979-1980.
Herda est transféré au Dukla Prague et termine à la 2e position en 1980-1981 et remporte enfin le titre de champion de Tchécoslovaquie en 1981-1982.
Il termine sa carrière au Bohemians Prague, remporte le championnat en 1982-1983, termine 3e en 1983-1984 et second en 1984-1985 et prend sa retraite.

## Palmarès
- Championnat de Tchécoslovaquie de football : 1981-1982,1982-1983
- Champion d'Europe 1976
- Demi-finaliste de la Coupe de l'UEFA 1982-1983